# Elezioni generali a Cuba del 1924
Le elezioni generali a Cuba del 1924 si tennero il 1º novembre. Le elezioni presidenziali furono vinte da Gerardo Machado, candidato del Partito Liberale Autonomista, che ottenne la maggioranza assoluta dei seggi sia al Senato (7 su 12), sia alla Camera dei Rappresentanti (31 su 53).

## Risultati

### Elezioni presidenziali
| Candidato            | Partito                              | Voti    | %     |
| -------------------- | ------------------------------------ | ------- | ----- |
| Gerardo Machado      | Coalizione Liberal-Popolare (PL-PPC) | 200.840 | 59,95 |
| Mario García Menocal | Partito Conservatore Nazionale       | 134.154 | 40,05 |
| Totale               | Totale                               | 334.994 |       |

### Elezioni parlamentari

#### Camera dei rappresentanti
| Partito                                                | Voti | % | Seggi |
| ------------------------------------------------------ | ---- | - | ----- |
| Partito Liberale Autonomista - Partito Popolare Cubano |      |   | 31    |
| Partito Conservatore Nazionale                         |      |   | 22    |
| Totale                                                 |      |   | 53    |

- Il Partito Liberale Autonomista ottenne 27 seggi, il Partito Popolare Cubano 4.

#### Senato
| Partito                        | Voti | % | Seggi |
| ------------------------------ | ---- | - | ----- |
| Partito Liberale Autonomista   |      |   | 7     |
| Partito Popolare Cubano        |      |   | 4     |
| Partito Conservatore Nazionale |      |   | 1     |
| Totale                         |      |   | 12    |